# Zip bomba

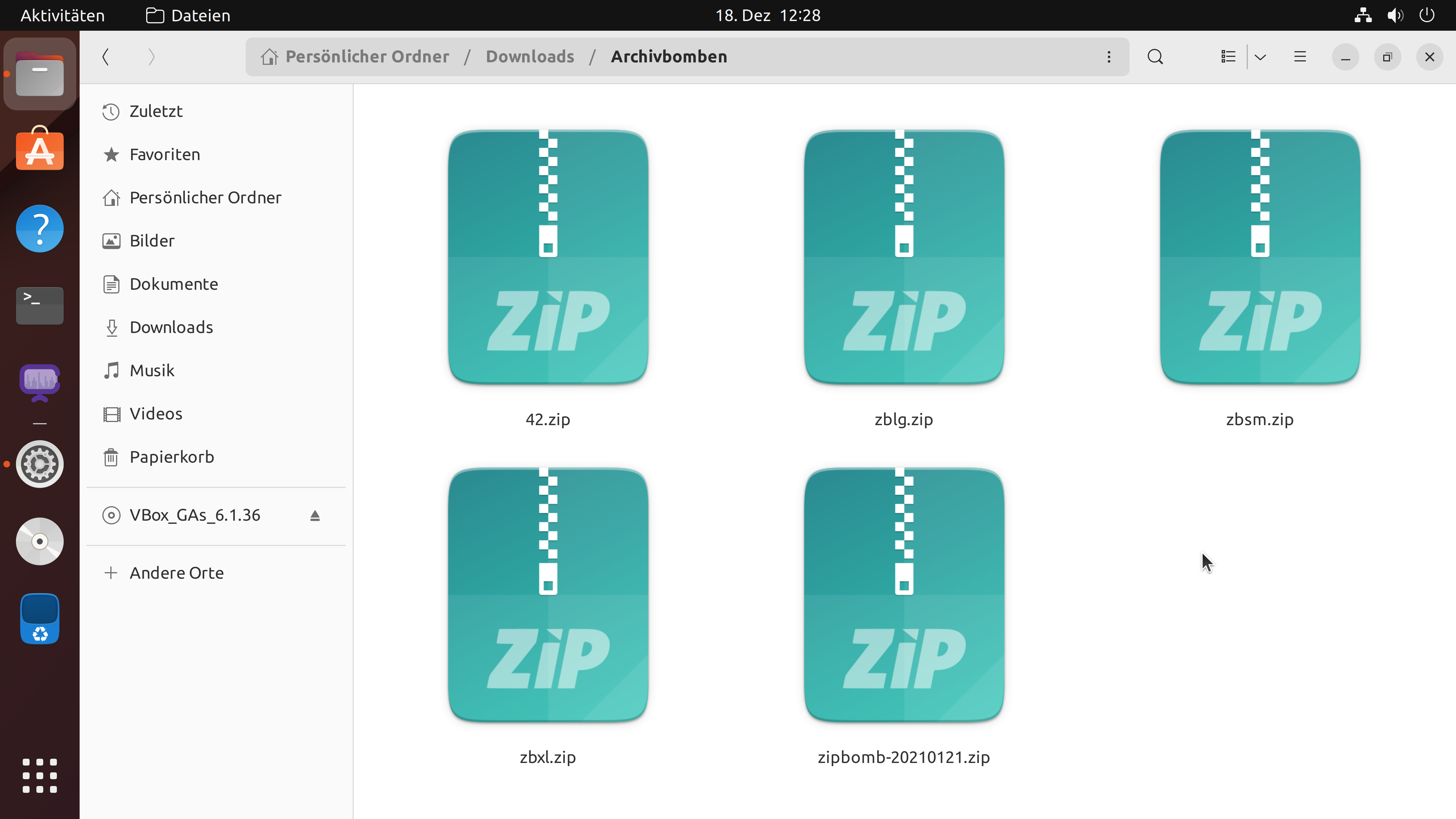

Zip bomba (dekompresní bomba) je škodlivý soubor formátu ZIP (nebo podobného) vytvořený s cílem zahlcení či shození programu, který jej čte. Nejčastěji se využívá k zahlcení antiviru, aby mohl být nepozorovaně spuštěn jiný virus.
Většina modernějších antivirů dokáže zip bombu rozpoznat a zabránit dekompresi.

## Detaily
Zip bomba je většinou nenápadný malý soubor, který však obsadí po dekompresi více paměti, než systém snese. Pravděpodobně nejslavnější zip bomba byl soubor 42.zip, což byl ZIP soubor o velikosti 42 kB, ve kterém bylo na 5 úrovních zanoření archivováno celkem 165 souborů po 4,3 gigabajtech. Dohromady by měla dekomprimovaná data něco okolo 4,5 petabajtů. Zip soubor v zip bombě je vytvářen kompresí neustále se opakujícího znaku, čímž lze dosáhnout extrémních hodnot kompresního poměru. Velmi zjednodušeně se 200 znaků „a“ zkomprimuje jen na pár znaků, které sdělí dekompresnímu programu, že tu je 200 znaků „a“.